# Nagroda literacka im. Josepha Conrada-Korzeniowskiego
Nagroda literacka im. Josepha Conrada-Korzeniowskiego (ukr. Літературна премія імені Джозефа Конрада-Коженьовського, ang. Joseph Conrad-Korzeniowski Literary Award) – nagroda literacka przyznawana co 2 lata od 2007 roku, ufundowana przez Instytut Polski w Kijowie. Składa się z nagrody pieniężnej oraz półrocznego stypendium w Polsce w ramach programu stypendialnego Ministra Kultury i Dziedzictwa Narodowego RP „Gaude Polonia”.
Nagroda przyznawana jest ukraińskiemu pisarzowi (niezależnie od aktualnego miejsca zamieszkania), który nie ukończył 40 lat – za konsekwencję w twórczości literackiej, nowoczesną formę, łamanie stereotypów oraz uniwersalizm przesłania. Kandydatury do nagrody mogą zgłaszać ukraińskie i polskie instytucje kulturalne, ośrodki naukowe, wydawnictwa, stowarzyszenia twórcze oraz osoby prywatne przez wypełnienie formularza dostępnego na stronie Instytutu. Laureatów wybiera polsko-ukraińskie jury. W 2011 roku w jego skład weszli: Jarosław Godun (przewodniczący) – dyrektor Instytutu Polskiego w Kijowie, Bogumiła Berdychowska (PL), Ołeksandr Bohucki (UA) – prezes telewizji ICTV, Jurij Makarow (UA) – publicysta, Monika Sznajderman (PL), Oksana Zabużko (UA), a także Serhij Żadan (UA) – laureat Nagrody Conrada 2009.
Nagroda ma uhonorować ukraińskich twórców, którzy są ważnymi „graczami ligi europejskiej” oraz upamiętnić postać Josepha Conrada – symbol polsko-ukraińsko-brytyjskiego dziedzictwa kulturowego, a także zwrócić uwagę Ukraińców na ukraińskie korzenie Polaków, którzy zyskali światowe uznanie. Według dyrektora Instytutu, ufundowanie nagrody to dodatkowy sposób na pogłębienie dialogu polsko-ukraińskiego.

## Laureaci
|  | 2007 Zwycięzca - Taras Prochaśko Finaliści - Natalka Śniadanko - Serhij Żadan 2009 Zwycięzca - Serhij Żadan Finaliści - Natalka Śniadanko - Tania Malarczuk 2011 Zwyciężczyni - Natalka Śniadanko Finaliści - Andrij Bondar - Marianna Kijanowska 2013 Zwyciężczyni - Tania Malarczuk Finaliści - Andrij Bondar - Ostap Sływyńskyj | 2015 Zwyciężczyni - Sofija Andruchowycz Finaliści - Ołeksij Czupa - Ostap Sływyńskyj 2017 Zwyciężczyni - Kateryna Kałytko Finaliści - Lubko Deresz - Iryna Ciłyk 2019 Zwycięzca - Artem Czech Finaliści - Kateryna Babkina - Iryna Ciłyk 2021 Zwyciężczyni - Wiktoria Amelina Finaliści - Kateryna Babkina - Pavlo Korobchuk 2023 Zwycięzca - Andrij Lubka Finaliści - Ołeksandr Myhed - Jaryna Czornohuz |  |  |

## Laureaci o nagrodzie
Prochaśko:

Ta nagroda została wręczona po raz pierwszy, ale już dziś wygląda na to, że jest ona dużym wydarzeniem w ukraińskim życiu literackim, jest to więc dla mnie sprawa prestiżowa.

Śniadanko:

Ukraina nie ma nagrody literackiej tej rangi co polska Nike. Jest rzecz jasna wiele konkursów dla pisarzy, ale nie są one tak znane. Widząc liczbę zebranych tu ekip telewizyjnych, sądzę, że właśnie ta nagroda może stać się prawdziwym wyróżnieniem.

Na Ukrainie jest bardzo wiele nagród literackich, chyba ponad sto. Przyznaje się je po znajomości, na absolutnie niezrozumiałych zasadach. Nagroda im. Conrada od samego początku utrzymuje natomiast wysoki poziom uczciwości. Chciałabym, by ten przykład przyświecał i nagrodom ukraińskim.